# Žemaičių Kalvarija

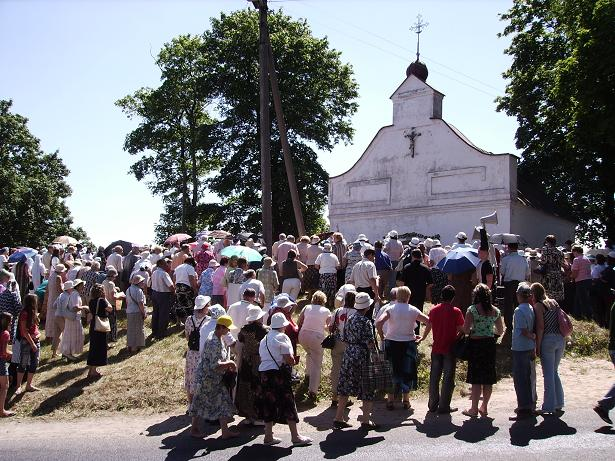
Procesí v červenci 2006

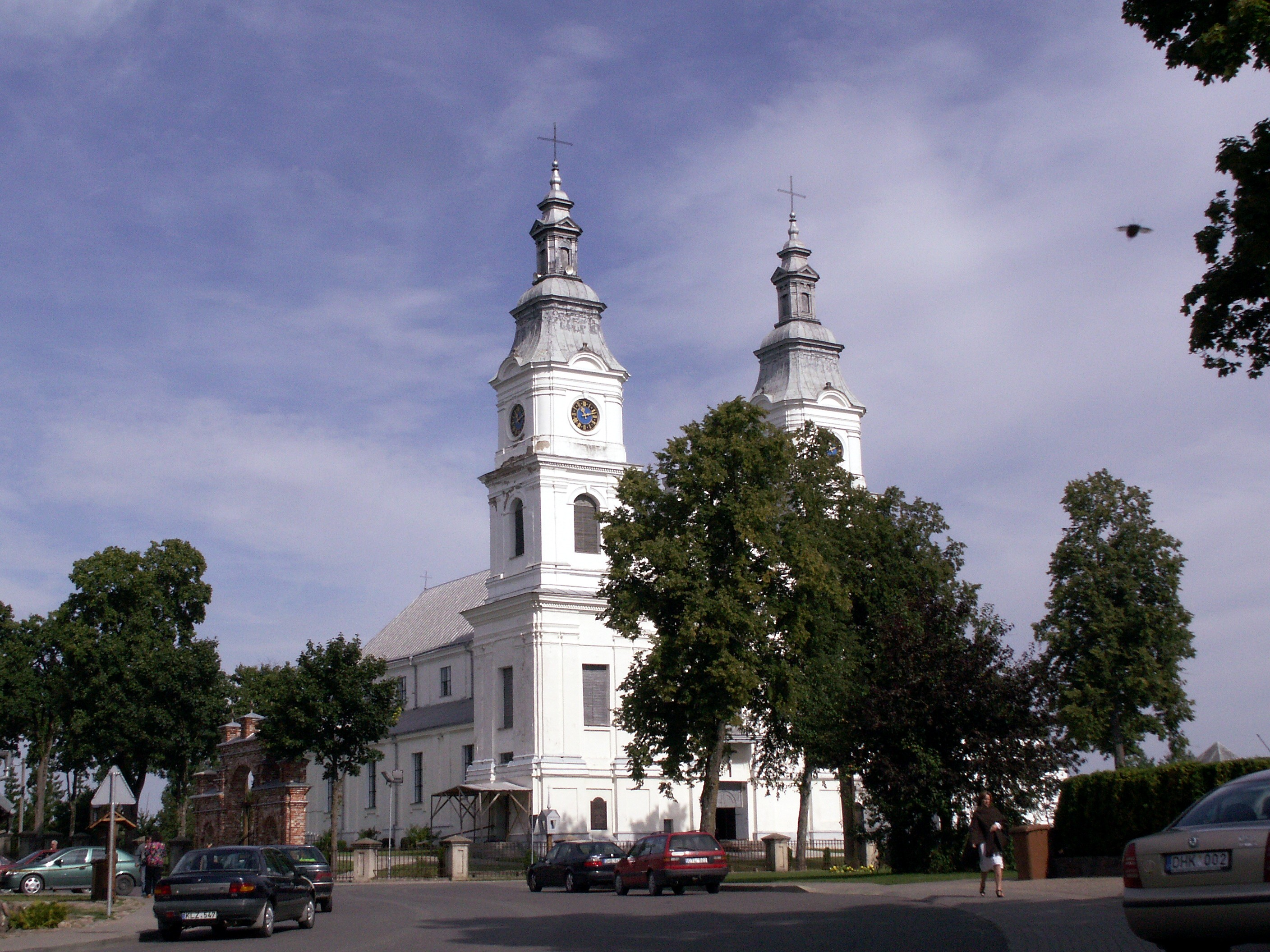
Bazilika Zjevení Panny Marie

Žemaičių Kalvarija (žemaitsky Žemaitiu Kalvarėjė; význam: Žemaitská Kalvárie; za Sovětského svazu bylo město přejmenováno na Varduva podle stejnojmenné řeky, záměrně pro snížení návštěvnosti výročních poutí) je městys na západě Litvy, v Žemaitsku, v okrese Plungė, na silnici Plungė – Seda, na území Národního parku Žemaitska, ležící na soutoku řek Varduva a Cedronas, v kopcovité krajině. Je to městská památková rezervace a také známé a významné poutní místo litevských katolíků.
Město proslavil kostel – dnes bazilika – Zjevení Panny Marie (postaven roku 1822, se zvonicí), soubor poutních kapliček Křížové cesty (celkem 20 zastávek – 19 kapliček, ve dvou z nich 2 zastávky, délka cesty 7 km; od roku 2008 národní kulturní památka) bývalého dominikánského – dnes mariánského (Kongregace Mariánských bratří) kláštera a výroční poutě (litevsky atlaidai), které začínají začátkem července, trvají bezmála dva týdny a nejúchvatnější jsou nedělní procesí uprostřed poutě.
V obci je střední škola, pošta (PSČ LT-90039), v budově bývalého kláštera je kurz prvního (propedeutického) ročníku Telšajského semináře biskupa Vincenta Borisevičiuse. Na soutoku řek Varduva a Cedronas je kopec Svatého Jana, na něm bývalo hradiště/piliakalnis Gardų piliakalnis (Gardai), které však bylo v 17. století částečně poškozeno planýrováním – úpravami pro přípravu Křížové cesty: stojí zde dvě z 19 zastávek Křížové cesty.

## Minulost města
Je to staré město, které bývalo v zemi Cẽklisu v Kurši pod tehdejším jménem Garde. Je to jedno z nejstarších měst Žemaitska. Poprvé bylo zmíněno v roce 1253 v listě Řádu mečových bratří. Na počátku 15. století Vytautas Veliký tehdejší Garde (nynější Žemaičių Kalvarija) spolu s Alsėdžiajským povietem daroval biskupovi Medininkského biskupství (s centrem ve Varniai).

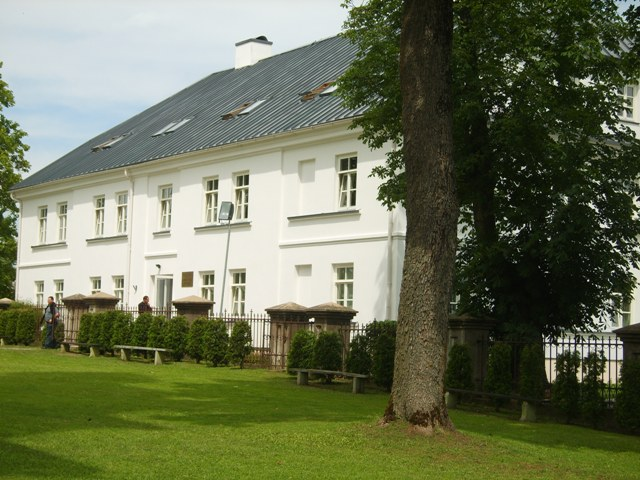
Budova propedeutického kurzu Telšajského Semináře v Žemaitské Kalvárii
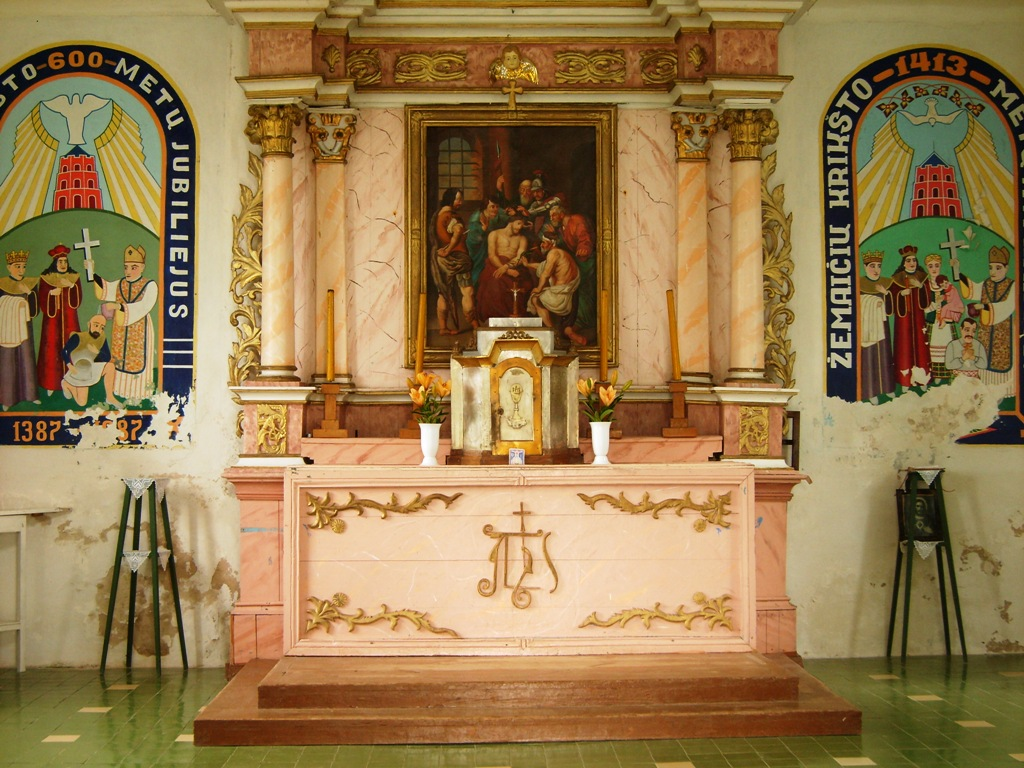
10. zastávka Křížové cesty v Radnici
Malá bazilika
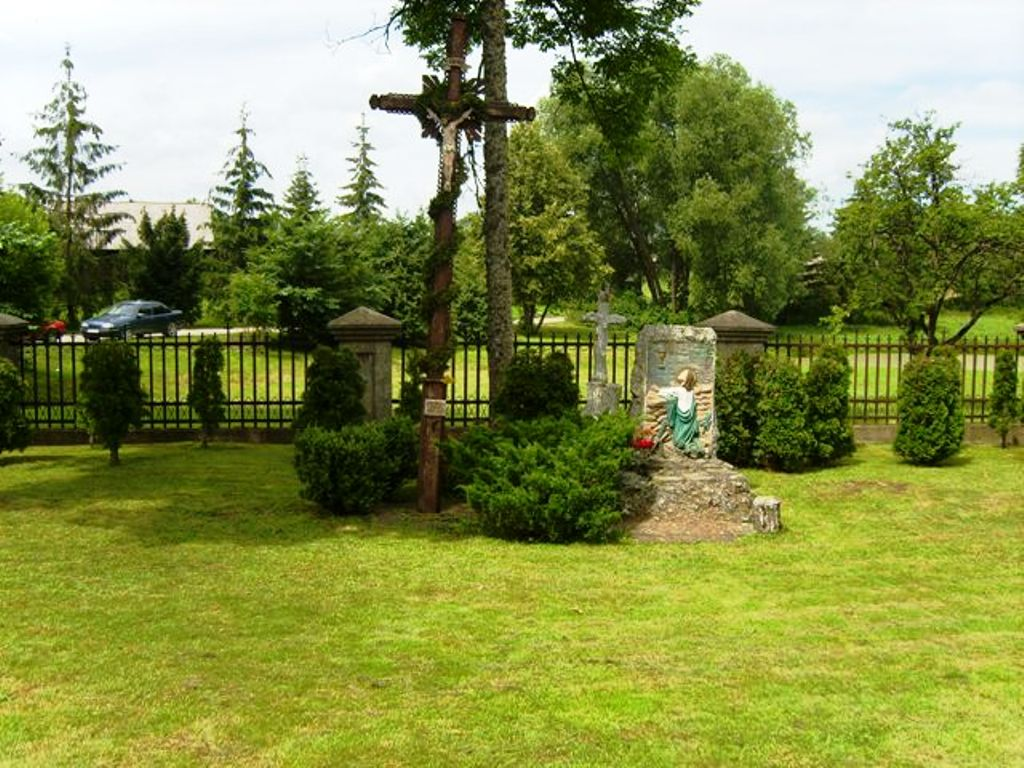
Oltářík u Baziliky
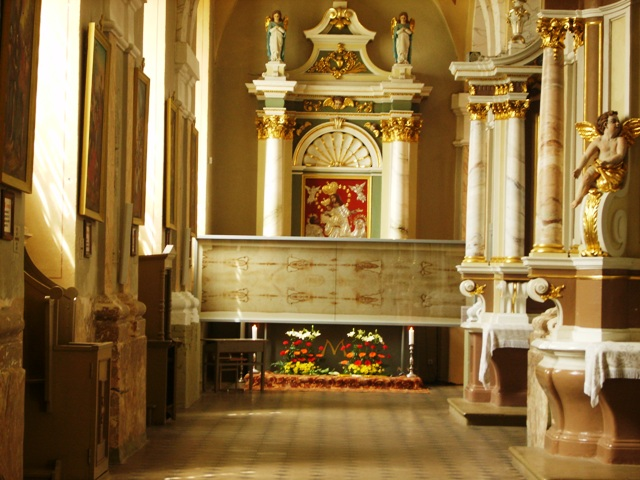
Oltář v levé lodi Baziliky
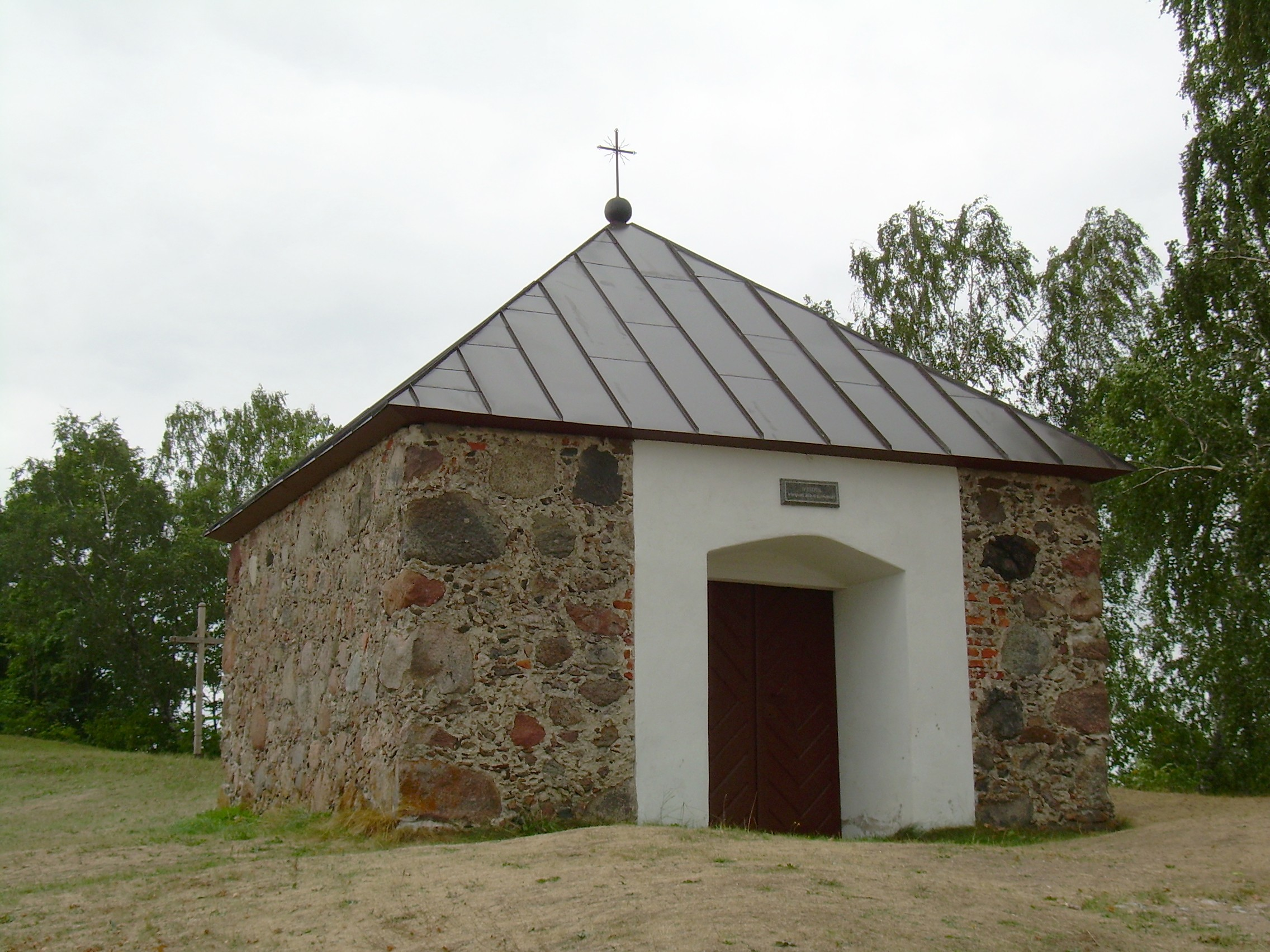
Kaplička Křížové cesty
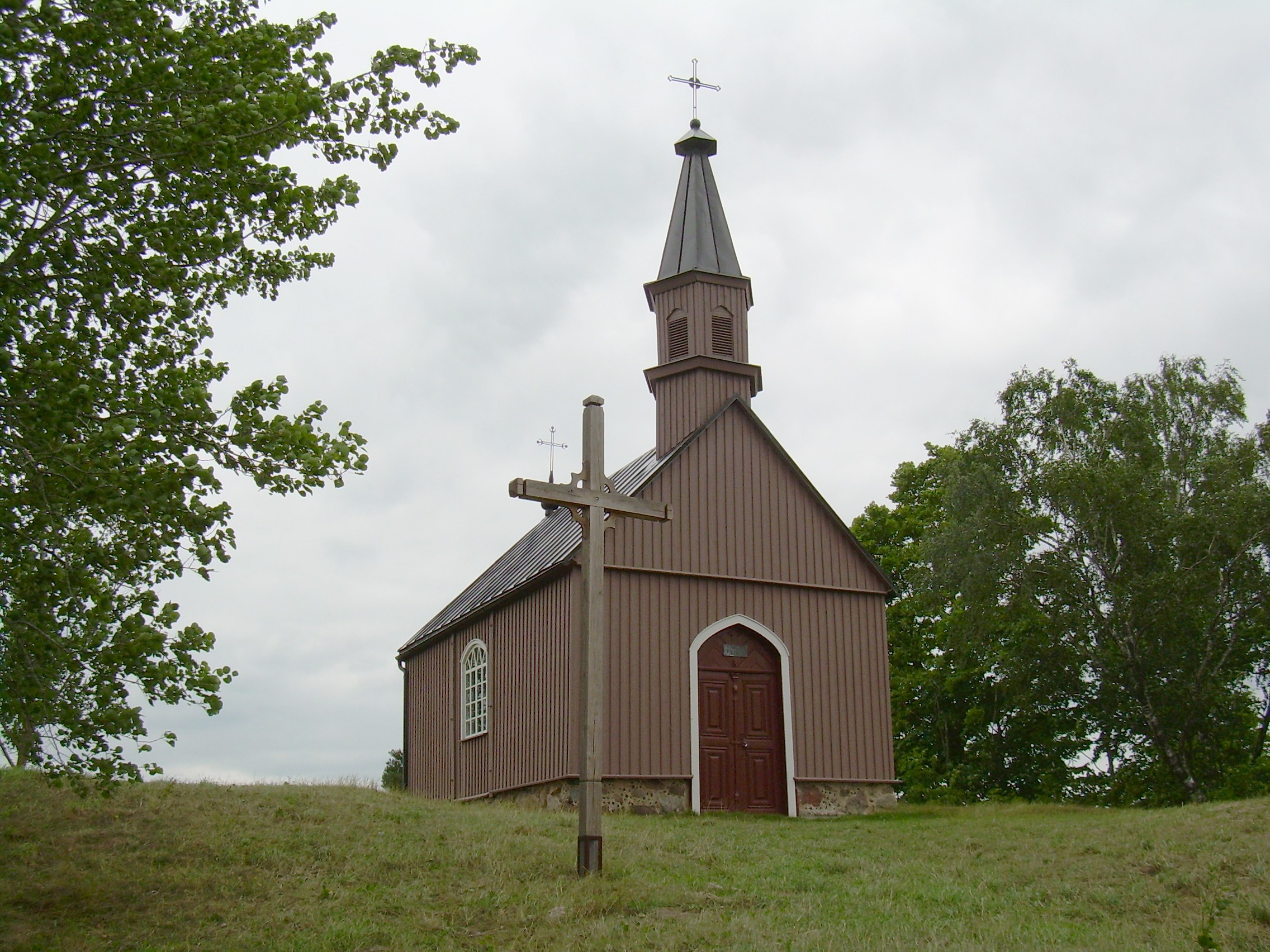
Kaplička Křížové cesty
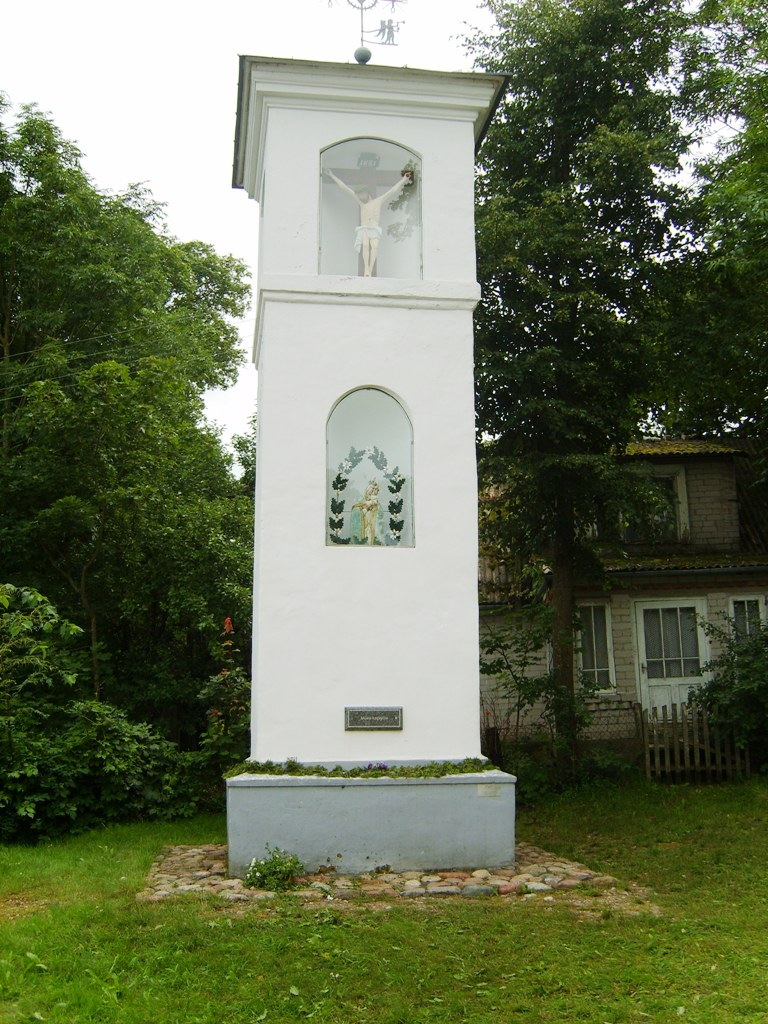
Zděná boží muka na Křížové cestě